# Deltochilum speciosissimum
Deltochilum speciosissimum är en skalbaggsart som beskrevs av Vladimir Balthasar 1939. Deltochilum speciosissimum ingår i släktet Deltochilum och familjen bladhorningar. Inga underarter finns listade i Catalogue of Life.